# Vukić Mićović
Vukić M. Mićović (srbsko Вукић Мићовић, latinizirano: Vukić Mićović), srbski kemik, pedagog in akademik, * 1. januar 1896, Bare Kraljske, † 19. januar 1981, Beograd.
Mićović je bil med letoma 1949 in 1952 dekan Prodoslovno-matematične fakultete v Beogradu. V letih 1952−1954 je bil rektor Univerze v Beogradu.